# Apokalipszis most
Az Apokalipszis most (eredeti cím: Apocalypse Now) 1979-ben bemutatott háborús filmdráma Francis Ford Coppola rendezésében, ami a vietnámi háború idején játszódik. A film főszereplője Benjamin L. Willard, az Egyesült Államok Hadseregének századosa (Martin Sheen), akit azzal bíznak meg, hogy végezzen egy renegát Zöldsapkás (és vélhetően őrült) ezredessel, Walter E. Kurtz-cel (Marlon Brando).
A Coppola és John Milius által írt forgatókönyv Joseph Conrad A sötétség mélyén című kisregényén alapul, valamint merített még Michael Herr Dispatches című könyvéből, Conrad Lord Jimjének 1965-ös filmfeldolgozásából (melynek A sötétség mélyénhez hasonlóan Marlow a főszereplője), és Werner Herzog Aguirre, Isten haragja című filmjéből. A film hosszas és gondokkal teli forgatásával hívta fel magára a figyelmet: Brando túlsúlyosan jelent meg a forgatáson, Sheen szívrohamot kapott, a szélsőséges időjárás tönkretette a drága díszletek egy részét, a film bemutatóját pedig többször is elhalasztották.
A film Arany Pálma-díjat kapott, és jelölték a legjobb filmnek járó Oscar-díjra, valamint a legjobb filmdrámának járó Golden Globe-díjra. 2001-ben a filmet felújították és kibővítették eddig be nem mutatott jelenetekkel. 53 perc került be a filmbe. Magyarországon a Best Hollywood forgalmazásában került bemutatásra új szinkronnal 2003-ban.
2001-ben „kulturálisan, történelmileg vagy esztétikailag jelentős” filmként bekerült az Amerikai Egyesült Államok Kongresszusi Könyvtárának Nemzeti Filmadatbázisába.

## Szereplők
| Szerep                           | Színész            | Magyar hang         | Magyar hang        |
| Szerep                           | Színész            | 1. magyar változat  | 2. magyar változat |
| -------------------------------- | ------------------ | ------------------- | ------------------ |
| Benjamin L. Willard százados     | Martin Sheen       | Kőszegi Ákos        | Epres Attila       |
| Walter E. Kurtz ezredes          | Marlon Brando      | Gruber Hugó         | Rajhona Ádám       |
| William „Bill” Kilgore alezredes | Robert Duvall      | Bubik István        | Szersén Gyula      |
| Lance B. Johnson                 | Sam Bottoms        | Dózsa Zoltán        | Dolmány Attila     |
| Tyrone „Clean” Miller            | Laurence Fishburne | Szakács Tibor       | Moser Károly       |
| fotóriporter                     | Dennis Hopper      | Sörös Sándor        | Sörös Sándor       |
| G. Lucas ezredes                 | Harrison Ford      | Barabás Kiss Zoltán | Crespo Rodrigo     |
| Phillips kormányos               | Albert Hall        | Csuja Imre          | Welker Gábor       |
| Jay „Chef” Hicks                 | Frederic Forrest   | Sztarenki Pál       | Kaszás Attila      |

## Díjak
- Cannes-i Nemzetközi Filmfesztivál (1979)
  - Arany Pálma (megosztva A bádogdob című filmmel)
  - FIPRESCI-díj
- Oscar-díj (1980)
  - díj: legjobb operatőr (Vittorio Storaro)
  - díj: legjobb hang (Walter Murch, Mark Berger, Richard Beggs, Nathan Boxer)
  - jelölés: legjobb film
  - jelölés: legjobb rendező (Francis Ford Coppola)
  - jelölés: legjobb adaptált forgatókönyv (John Milius, Francis Ford Coppola)
  - jelölés: legjobb férfi mellékszereplő  (Robert Duvall)
  - jelölés: legjobb látványtervezés
  - jelölés: legjobb vágás (Lisa Fruchtman, Gerald B. Greenberg, Walter Murch)
- Golden Globe-díj (1980)
  - díj: Legjobb rendező (Francis Ford Coppola)
  - díj: Legjobb férfi mellékszereplő (Robert Duvall)
  - díj: legjobb eredeti filmzene (Carmine Coppola, Francis Ford Coppola)
  - jelölés: Legjobb dráma
- BAFTA-díj (1980)
  - díj: legjobb rendező (Francis Ford Coppola)
  - díj: legjobb mellékszereplő színész (Robert Duvall)
  - jelölés: legjobb film
  - jelölés: legjobb színész (Martin Sheen)
  - jelölés: legjobb operatőr (Vittorio Storaro)
  - jelölés: legjobb vágás (Lisa Fruchtman, Gerald B. Greenberg, Walter Murch)
  - jelölés: legjobb látványterv (Dean Tavoularis)
  - jelölés: Anthony Asquith díj a legjobb filmzenének (Carmine Coppola, Francis Ford Coppola)
  - jelölés: legjobb betétdal

## Érdekességek

Martin Sheen Willard százados szerepében

- A filmben részt vevő harci alakulatok és harci járművek elnevezései valódiak, mind amerikai, mind vietnámi oldalról.
- Minden idők 100 legjobb amerikai filmje listán a 30. helyen szerepel.
- 2001-ben készült belőle egy hosszabb rendezői változat.

## Szakirodalom
- Walter Murch: Egyetlen szempillantás alatt. Gondolatok a filmvágásról, Szerzőifilmes Könyvtár 1. kötet; Francia Új Hullám Kiadó, Bp., 2010

## Fordítás
- Ez a szócikk részben vagy egészben  az   Apocalypse Now című angol Wikipédia-szócikk ezen változatának fordításán alapul.  Az eredeti cikk szerkesztőit annak laptörténete sorolja fel. Ez a jelzés csupán a megfogalmazás eredetét és a szerzői jogokat jelzi, nem szolgál a cikkben szereplő információk forrásmegjelöléseként.